# Fritz Schaap
Fritz Schaap (* 1981 in Berlin) ist ein deutscher Reporter und Kriegsberichterstatter.

## Leben
Fritz Schaap erlangte 2001 am Robert-Blum-Gymnasium in Berlin das Abitur. Er studierte Literaturwissenschaften, Journalistik und Islamwissenschaften in Berlin, Leipzig, Damaskus und Alexandria.
Nach dem Studium berichtete er als freier Reporter für die Berliner Zeitung und Die Zeit aus dem Nahen Osten. Im Jahr 2012 zog er nach Beirut, wo er bis 2015 als Nahost-Korrespondent für die Agentur Zeitenspiegel arbeitete. Ab 2016 arbeitete er als freier Krisenberichterstatter hauptsächlich für den Spiegel im Nahen Osten und Afrika.
Von 2019 bis 2025 war er Afrika-Korrespondent des Nachrichtenmagazins Der Spiegel. Seit 2025 arbeitet er als Reporter für das Auslandsressort des Spiegel.

## Auszeichnungen
- 2012: CNN Journalist Award für die Zeitmagazin-Geschichte Grundkurs Islamismus[3]
- 2015: Deutscher Journalistenpreis für die in der Zeit erschienene Reportage Das jüngste Gericht[4]
- 2015: Prälat-Leopold-Ungar-JournalistInnenpreis: Anerkennungspreis für die Geschichte Blutgemüse[5]
- 2016: Medienpreis der Kindernothilfe für die Reportage Die Kinder von Benin[6]
- 2017: Otto-Brenner-Preis für seine Syrienberichterstattung im Spiegel.[7]
- 2017: Prix Bayeux-Calvados des correspondants de guerre, Prix Ouest-France – Jean Marin (Presse écrite) für Syrienberichterstattung im Spiegel.[8]
- 2017: Prix Bayeux-Calvados des correspondants de guerre, 2. Preis der Jury International für Syrienberichterstattung im Spiegel[9]
- 2018: Elizabeth Neuffer Memorial Prize (Gold Medal Winner) der United Nations Correspondents Association in New York für die Reportage Zwei Minuten Glück[10]
- 2019: Prix Bayeux-Calvados des correspondants de guerre, 1. Preis der Jury International (Prix Presse écrite) für die Reportage Der Krieg und die Seuche[11]
- 2019: Prix Bayeux-Calvados des correspondants de guerre, Prix Ouest-France – Jean Marin (Presse écrite) für die Reportage Der Krieg und die Seuche[12]

- 2020: Bayeux Calvados-Normandy Award for war correspondents, 2. Preis der Jury International für die Reportage Regenkriege, erschienen im Spiegel[13]
- 2023 Otto-Brenner-Preis, 2. Preis für die Reportage Zwischen den Fronten, erschienen im Spiegel[14]

## Werke
- Hotel Istanbul, Stories, Knaus Verlag, München 2017, ISBN 978-3-8135-0778-2[15]
- Nur der Satan isst mit links, Sachbuch, Herder, Freiburg 2012, ISBN 978-3-451-34635-4

## Filme
- Re: Sklaverei in Italien. Yvan Sagnets Kampf für Erntehelfer, ARTE / ZDF 2018. Nominiert für den Deutschen Menschenrechts-Filmpreis 2020.[16]